# 玛加丽塔·瓦西列娃
玛加丽塔·瓦西列娃（2005年5月30日—），保加利亚艺术体操运动员，2019年欧洲艺术体操锦标赛团体铜牌得主、2022年欧洲艺术体操锦标赛团体金牌得主、2022年世界艺术体操锦标赛集体全能和3人带操+2人球操金牌得主。